# Barán (España)
Barán (llamada oficialmente San Pedro de Barán) es una parroquia y una aldea española del municipio de Paradela, en la provincia de Lugo, Galicia.

## Organización territorial
La parroquia está formada por seis entidades de población:

### Entidades de población
Entidades de población que forman parte de la parroquia:
- Barán
- Cortiñas
- Outeiro
- San Pedro
- Toimil

### Despoblado
Despoblado que forma parte de la parroquia:
- Cadeiras

## Demografía

### Parroquia
| Gráfica de evolución demográfica de Barán (parroquia) entre 2000 y 2020 |
|                                                                         |
| Datos según el nomenclátor publicado por el INE.                        |

### Aldea
| Gráfica de evolución demográfica de Barán (aldea) entre 2000 y 2020 |
|                                                                     |
| Datos según el nomenclátor publicado por el INE.                    |